# Костёл Преображения Господня (Крево)
Костёл Преображения Господня — римско-католический храм в агр. Крево ( Сморгонский район, Гродненская область). Находится в центре агрогородка. Относится к Сморгонскому деканату Гродненского диоцеза.

## История
История костёла в Крево восходит к XIII веку. Костёл много раз разрушали, и каждый раз отстраивали заново. В 1626 году костёл был восстановлен Гаштольдами. В 1704 году Закревский заложил 2 алтаря для костёла и пожертвовал фольварки Закревщина и Танщижна.

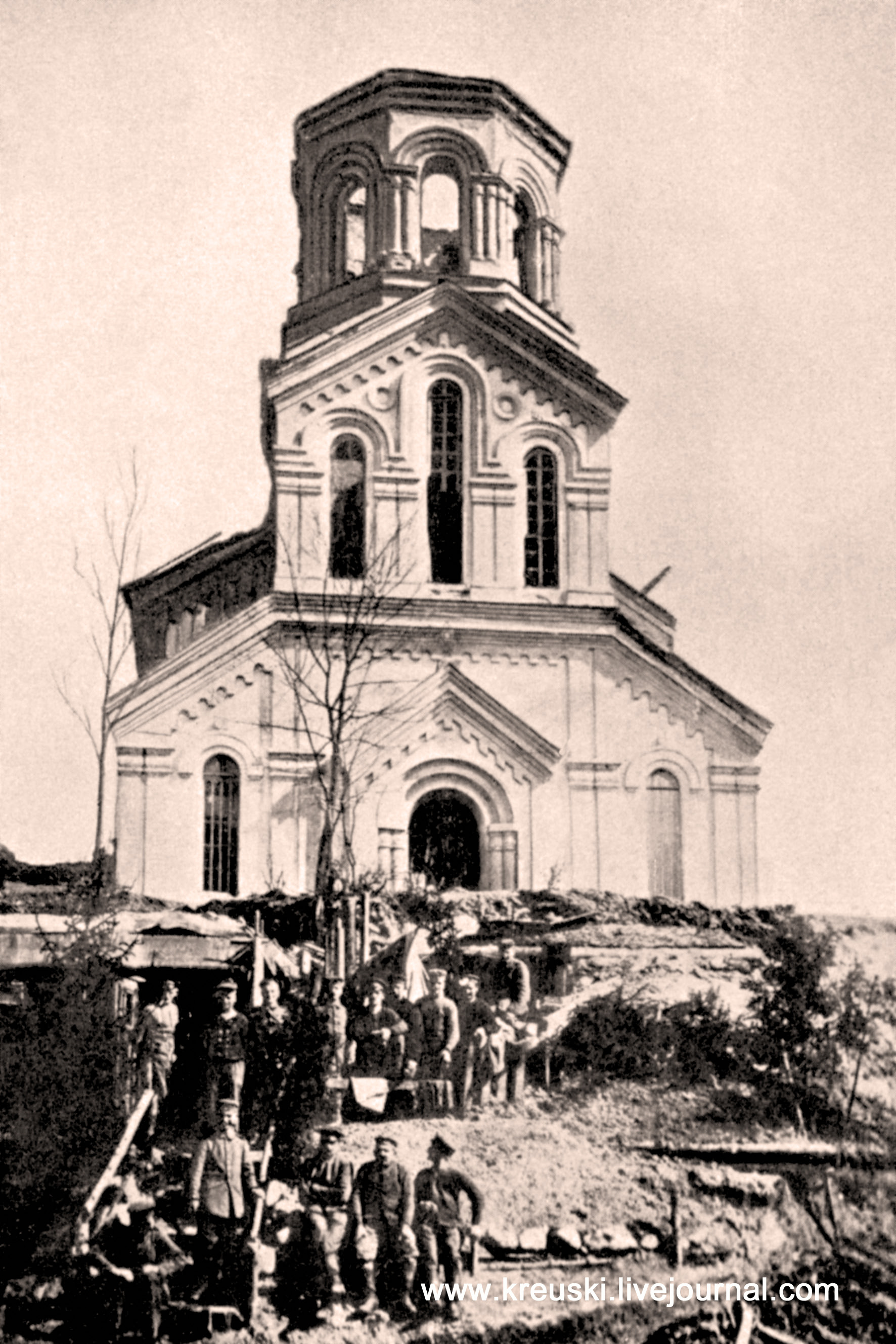
Костёл перестроенный в православную церковь (1916 год)

В 1868 году костёл был переделан в православный храм. Старый костёл в стиле барокко была окончательно разрушен во время Первой мировой войны, когда через Крево проходила линия фронта.

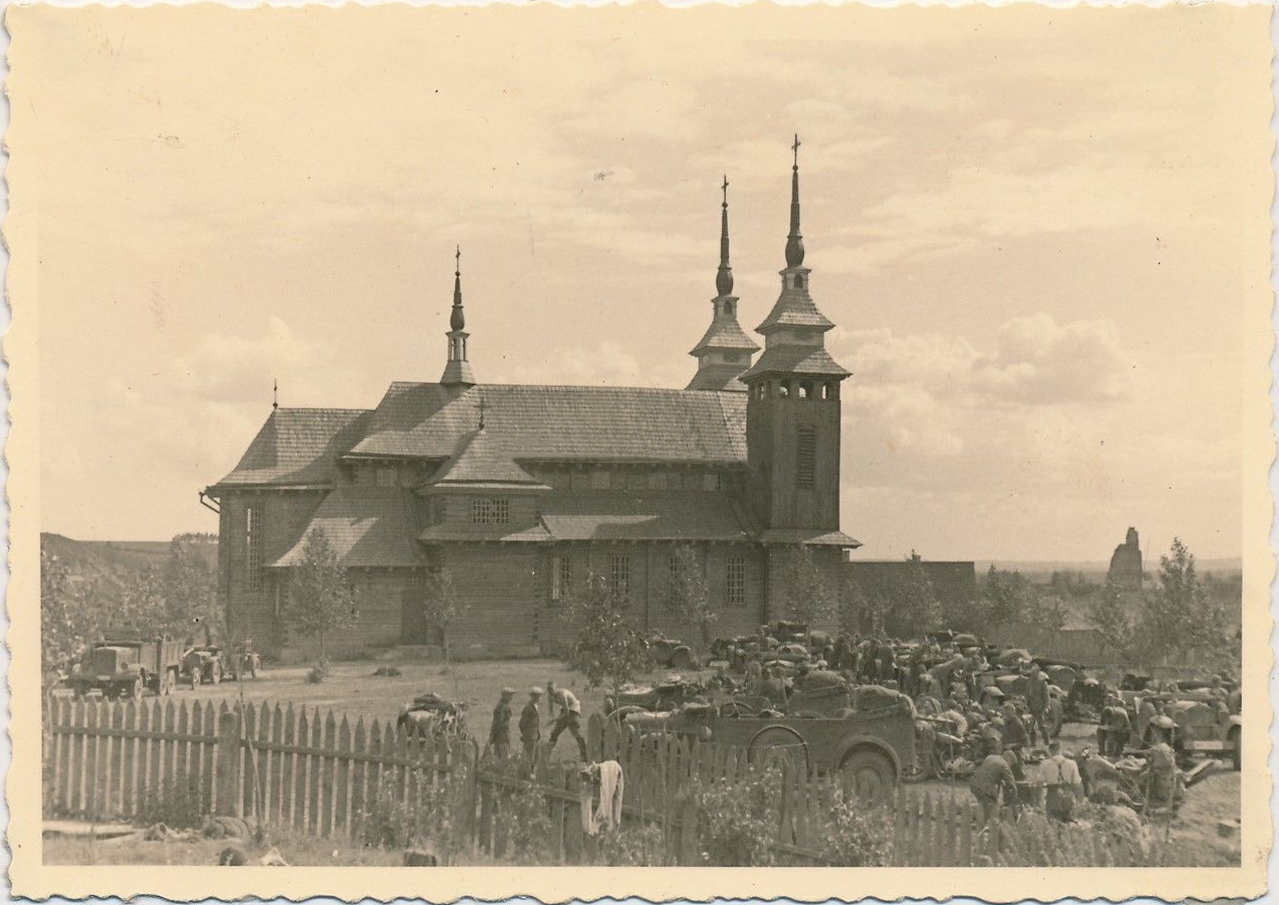
Деревянный костёл в Креве 1934-1936 гг.

Деревянный костёл, построенный в 1934—36 гг. на месте бывшего храма (по проекту 1932 г. архитектора Петра Стабровского совместно с Норбским под руководством священника Ч. Карделя), в 1961 г. был закрыт и переоборудован под больницу. При этом от храмовой архитектуры остался только крестообразный план здания, всё остальное было изменено — исчезли башни, разобрали крышу и надстроили второй этаж. Входные ступени были сделаны из алтарной плиты. В 2003 году здание разобрали.

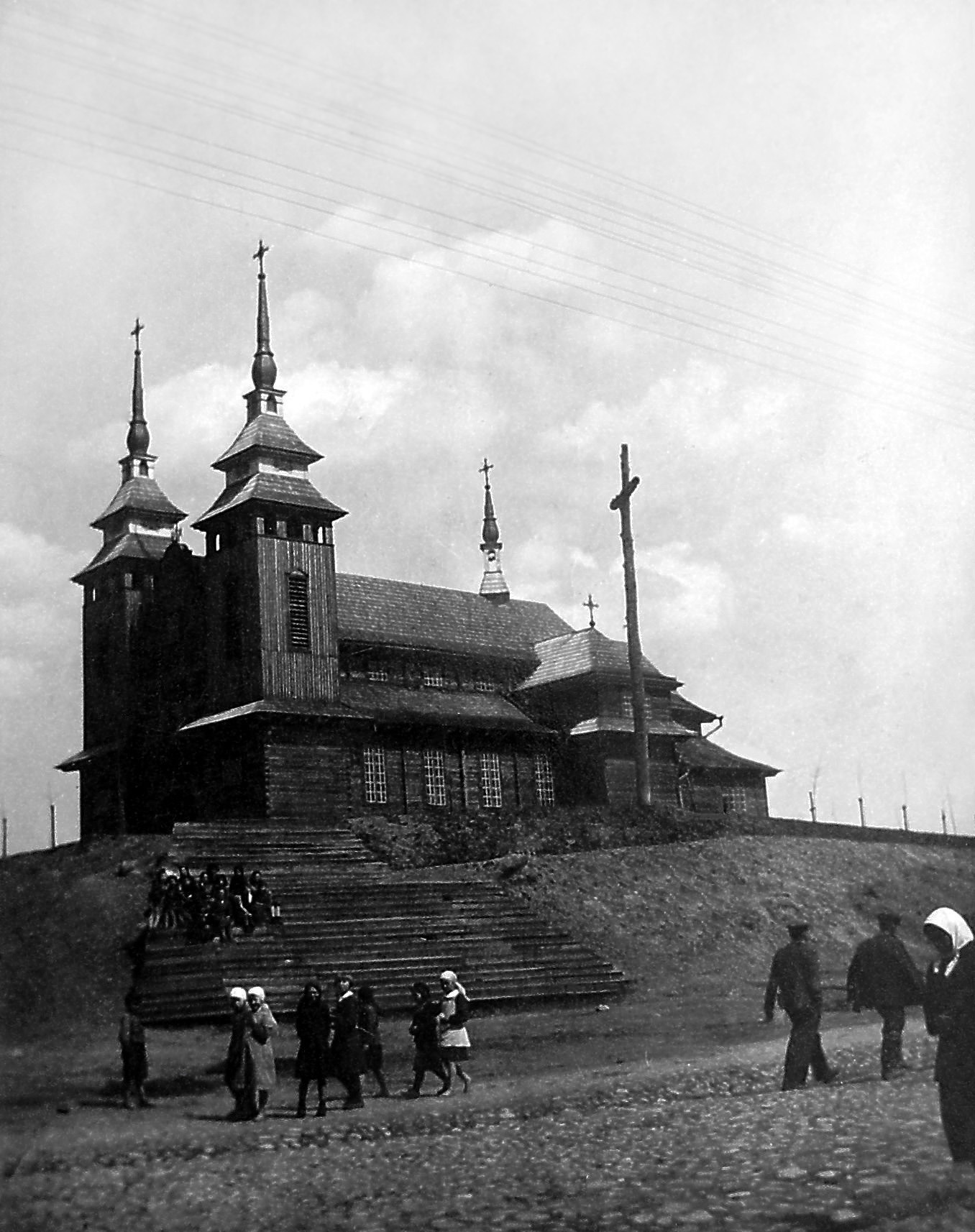
Костёл, 1937 г.

По архитектурно-стилистическим характеристикам он являлся образцом модерна с использованием исторических стилей — необарокко (общая планировка и решение фронтона) и неоренессанса (трактовка башен). В основе масштабной симметрично-осевой композиции храма лежало классическая трехнефная конструкция с трансептом базилика. Силуэт главного фасада образовывали 2 высокие четырёхъярусные четвериковые башни со шпилями на конце (снесены после закрытия костёла). Перепады ярусов отличались широкими гонтовым отливами, главный ярус завершался открытой колонной галереей—колоколом. Основной объем имел двухъярусную композицию за счет перепада высот боковых и центрального нефов, двухскатная крыша на фронтальном фасаде выступала фигурным барочным фронтоном между башнями, над вальмой апсиды заканчивалась подписью. Прямоугольные крылья трансепта также имели двухэтажную конструкцию под четырехскатной крышей. Необшитые деревянные стены соединялись прямоугольными оконными проемами с деревянными рейками в стенах. Вместо карниза здание опоясывал ритмичный ряд балок—кронштейнов, несущих гонтовую крышу. После упразднения храма был надстроен 2-й этаж.

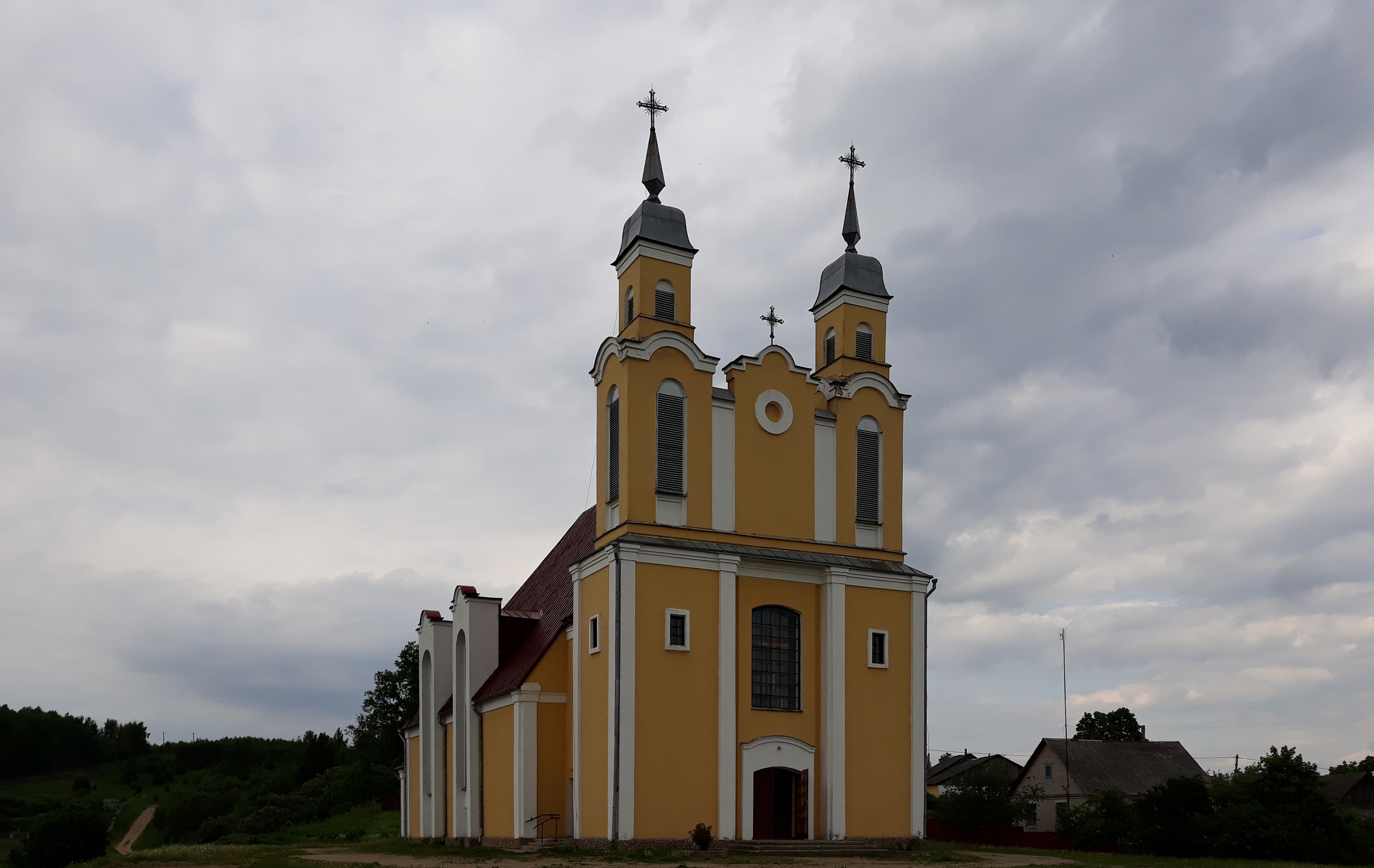
Church of Saint Mary in Kreva (1)

В 1997 году на его месте построили каменный костёл под старым титулом Преображения Господня. Это величественный двухбашенный храм в стиле необарокко с ризницей в прямоугольной апсиде, который своими двумя башнями несколько апеллирует к архитектуре прежнего костёла. За костелом сохранились деревянные постройки бывшего плебанного комплекса.